# Un nouveau Russe
Pour plus de détails, voir Fiche technique et Distribution.
Un nouveau Russe (Олигарх, Oligarkh) est un film russo-français de Pavel Lounguine tourné en 2001 et produit en France en 2002, d'après le roman de Youli Doubov (ancien partenaire de Berezovsky) La Grande Portion (Bolchaïa Paika). Il a obtenu le prix spécial du jury au Festival du film policier de Cognac.

## Synopsis
Dans l'URSS dans les années 1980-1990, au moment de la transition vers la perestroïka, l'effondrement économique du pays a bien profité à cinq hommes d'affaires, anciens camarades de faculté, dont Platon Makovsky (Vladimir Machkov), devenu en vingt ans l'homme le plus riche de Russie, à la tête d'un gigantesque empire financier et médiatique. Mais, juste au moment où le Kremlin commençait à se préoccuper sérieusement de ce concurrent devenu menaçant pour lui, une terrible nouvelle secoue le pays: la voiture blindée dans laquelle Makovsky rentrait chez lui vient d'être pulvérisée par un tireur de roquette antichar embusqué sur son trajet de retour. Face au risque de scandale et aux pressions, le gouvernement n'a d'autre ressource qu'appeler d'Oural l'obstiné procureur Ivan Chmakov (Andreï Krasko), connu pour son intransigeance et son indépendance.
Au fil de son enquête, Chmakov comprend assez vite que, si le vieil ami Mark (Mikhail Wasserbaum) est resté fidèle à Platon jusqu'après la mort, Nina (Natalia Kolianakova), veuve du génial mais fragile Viktor (Sergueï Youchkevitch), a sombré dans l'alcoolisme, tandis que le géorgien Larri (Levani Outchaneïchvili), associé venu ensuite, semble jouer un double jeu. Quant à Konstantin Korietsky (Alexandre Balouïev) du FSB, il a juré la perte de Platon depuis qu'il lui a volé son épouse Masha (Maria Mironova). Le colonel a comme allié dans ce but le jeune et ambitieux Kochkine (Marat Bacharov), qu'il lance sans cesse dans les pattes de Chmakov, comme pour éviter qu'une certaine vérité soit portée à la lumière: "меньше знаешь, крепче спишь" avertit le jeune homme à l'enquêteur au début de l'histoire (le moins tu en sauras, le mieux tu dormiras).
Mais l'effondrement de l'empire des oligarques n'épargne personne, comme dans une étrange vengeance posthume: qui croyait tirer les ficelles se trouve souvent soi-même au bout d'autres ficelles. Le procureur Chmakov lui-même finit évincé de l'enquête, et ce n'est que dans le final (grandiose) que l'on comprend l'héritage laissé à la Russie par Platon Makovsky: de quoi dormir, enfin.

## Distribution
- Vladimir Machkov (VF : Pierre-François Pistorio) : Platon Makovsky
- Marat Bacharov (VF : Bernard Gabay) : Kochkine
- Alexandre Balouïev (VF : Bernard-Pierre Donnadieu) : Koretsky
- Milhaïl Wasserbaum : Mark
- Vladimir Golovine : Akhmet
- Vladimir Goussev (VF : Michel Fortin) : Lomov
- Vladimir Kachpour : Capitaine
- Natalia Koliakanova : Nina
- Andreï Krasko (VF : Jacques Frantz) : Ivan Chmakov
- Maria Mironova (VF : Barbara Kelsch) : Maria
- Alexandre Samoïlenko (VF : Sylvain Lemarié) : Moussa
- Vladimir Salnikov : Oncle Gricha
- Vladimir Stelkov : Bélenky
- Levani Outchaneïchvili (VF : François Marthouret) : Larri
- Sergueï Youchkevitch (VF : Serge Avédikian) : Viktor
- Sergueï Frolov : le saxophoniste

## Production
Le film est basé sur le livre Bolchaïa Païka (« La Grande Portion ») de Youli Doubov. Le roman décrit la véritable vie de l'oligarque russe Boris Berezovsky et de ses associés. Doubov est lui-même associé de Berezovsky et président de sa compagnie LogoVAZ. Le roman est particulièrement apprécié pour ses éléments biographiques véritables, imbriqués dans la narration du roman.